# Cophixalus verrucosus
Cophixalus verrucosus är en groddjursart som först beskrevs av George Albert Boulenger 1898.  Cophixalus verrucosus ingår i släktet Cophixalus och familjen Microhylidae. IUCN kategoriserar arten globalt som livskraftig. Inga underarter finns listade i Catalogue of Life.